# Chiesa del Corpus Domini (Milano)
La chiesa del Corpus Domini è una parrocchiale nel municipio 1 di Milano, nella città metropolitana e arcidiocesi di Milano; fa parte del decanato di San Siro-Sempione-Vercellina.
Situato a brevissima distanza dall'Arco della Pace, l'edificio è parte di un vasto complesso religioso voluto da padre Gerardo Beccaro (1846-1912), superiore della provincia lombarda carmelitana: comprendeva, oltre alla basilica, il convento dei carmelitani scalzi, la biblioteca provinciale, la tipografia Santa Lega Eucaristica e l'Ospizio Nazionale pei piccoli Derelitti, inaugurato il 4 novembre 1904.

## Storia

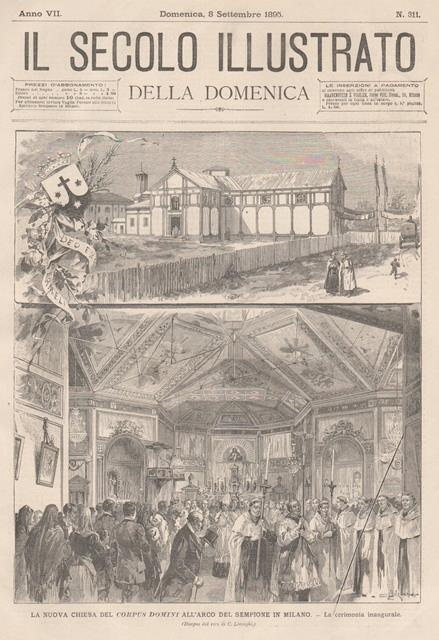
Consacrazione della chiesa provvisoria, settembre 1895 (Il Secolo illustrato della Domenica)

L'idea di innalzare a Milano un tempio monumentale alla Santa Eucaristia (il Corpus Domini) fu proposta durante il secondo Congresso eucaristico di Torino (2-6 settembre 1894) dal Carmelitano Scalzo padre Gerardo Beccaro, già noto in Italia per altre numerose imprese caritatevoli. Il frate era reduce dalle missioni nelle Indie orientali e da qualche anno si dedicava all'espansione dell'ordine dei Carmelitani in Italia fabbricando chiese e conventi a Piacenza e a Cherasco.
Per il finanziamento della nuova chiesa il religioso fondò la Santa Lega Eucaristica, che si diffuse in tutta Italia con lo scopo di riunire fedeli che aiutassero a sostenere le spese necessarie alla costruzione dell'opera.
La prima sede provvisoria fu consacrata nel settembre 1895 ed era ospitata in un padiglione in legno recuperato dalle Esposizioni riunite che si erano tenute all'interno del Parco Sempione nel 1894.
L'edificio è diviso in una basilica inferiore, consacrata il 31 dicembre 1900, e in una basilica superiore, eretta successivamente.
La chiesa fu elevata al rango di basilica minore da papa Pio XII per volontà dell'arcivescovo di Milano Giovanni Battista Montini, poi papa Paolo VI.